# Шарантийский янтарь

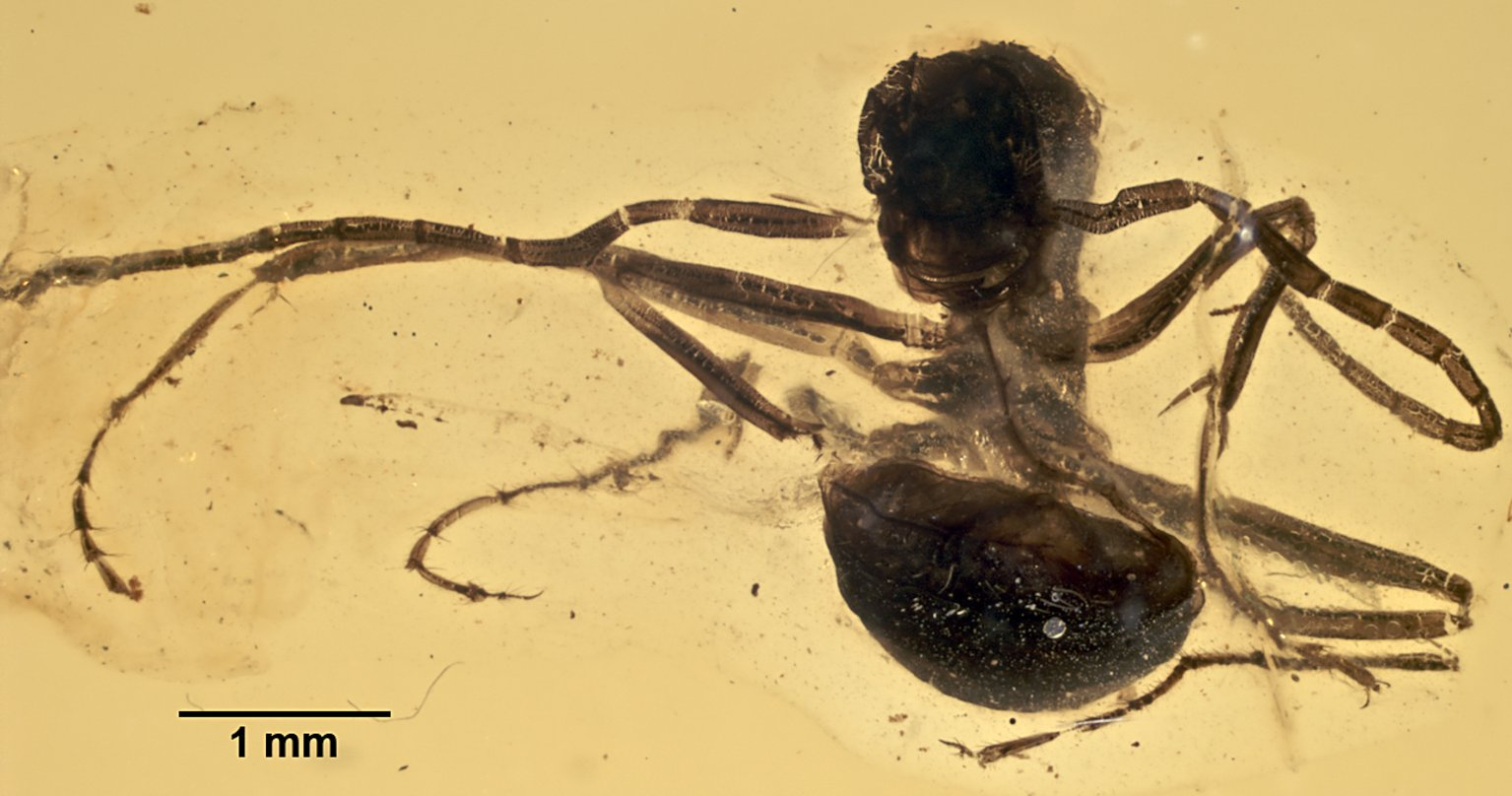
Муравей Gerontoformica cretacica

Шарантийский янтарь (фр. Ambre des Charentes, англ. Charentese amber) — меловой янтарь, залежи которого расположены в юго-западной Франции на территории департамента Приморская Шаранта. Отложения, вмещающие янтарь, относятся к позднему альбу и раннему сеноману. Янтарь известен с начала XIX века, однако первые членистоногие были описаны оттуда лишь в 1970-е годы. В шарантийском янтаре найдено более 1500 инклюзов, относящихся к 85 семействам и 28 отрядам членистоногих. Среди насекомых преобладают жуки и перепончатокрылые. Предполагается, что источником смолы, из которой образовался шарантийский янтарь, были хвойные из вымершего семейства Cheirolepidiaceae.